# آلن اند گینتر
آلن اند گینتر (انگلیسی: Allen & Ginter) یک شرکت تولید دخانیات در ریچموند، ویرجینیا بود که توسط جان آلن و لویس گینتر در سال ۱۸۶۵ تأسیس شد. آلن و گینتر، نخستین مجموعه کارت‌های سیگار را نیز برای مجموعه‌داران و استفادهٔ تجاری در ایالات متحده ابداع نمودند. برخی از کارت‌های قابل توجه در این مجموعه‌ها شامل ورزشکاران برجسته و مشهور بیسبال همچون چارلز کومیسکی، کپ آنسون، جک گلاسکوک و برخی نیز افرادی غیر ورزشی همانند بوفالو بیل بودند

## نگارخانه

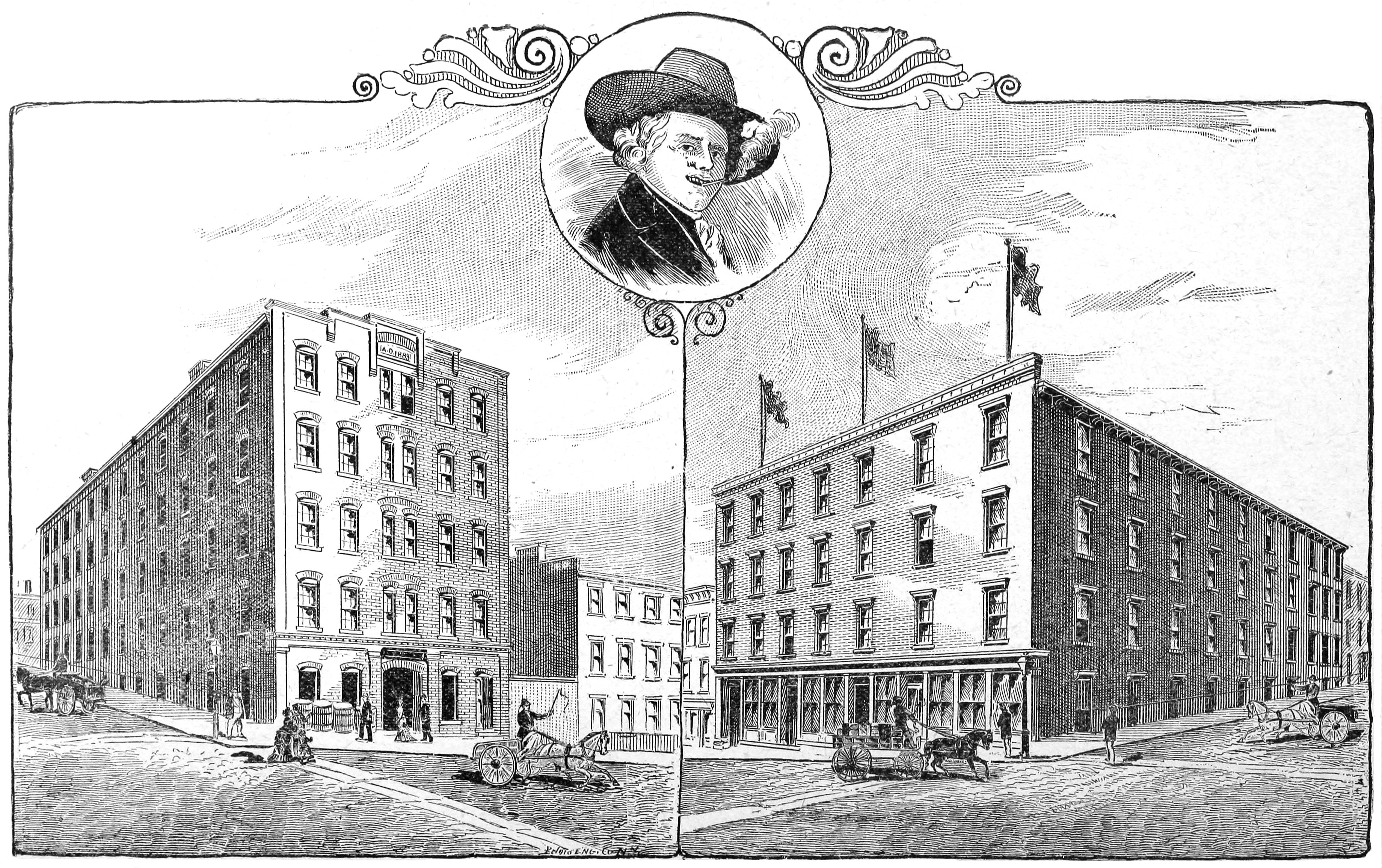
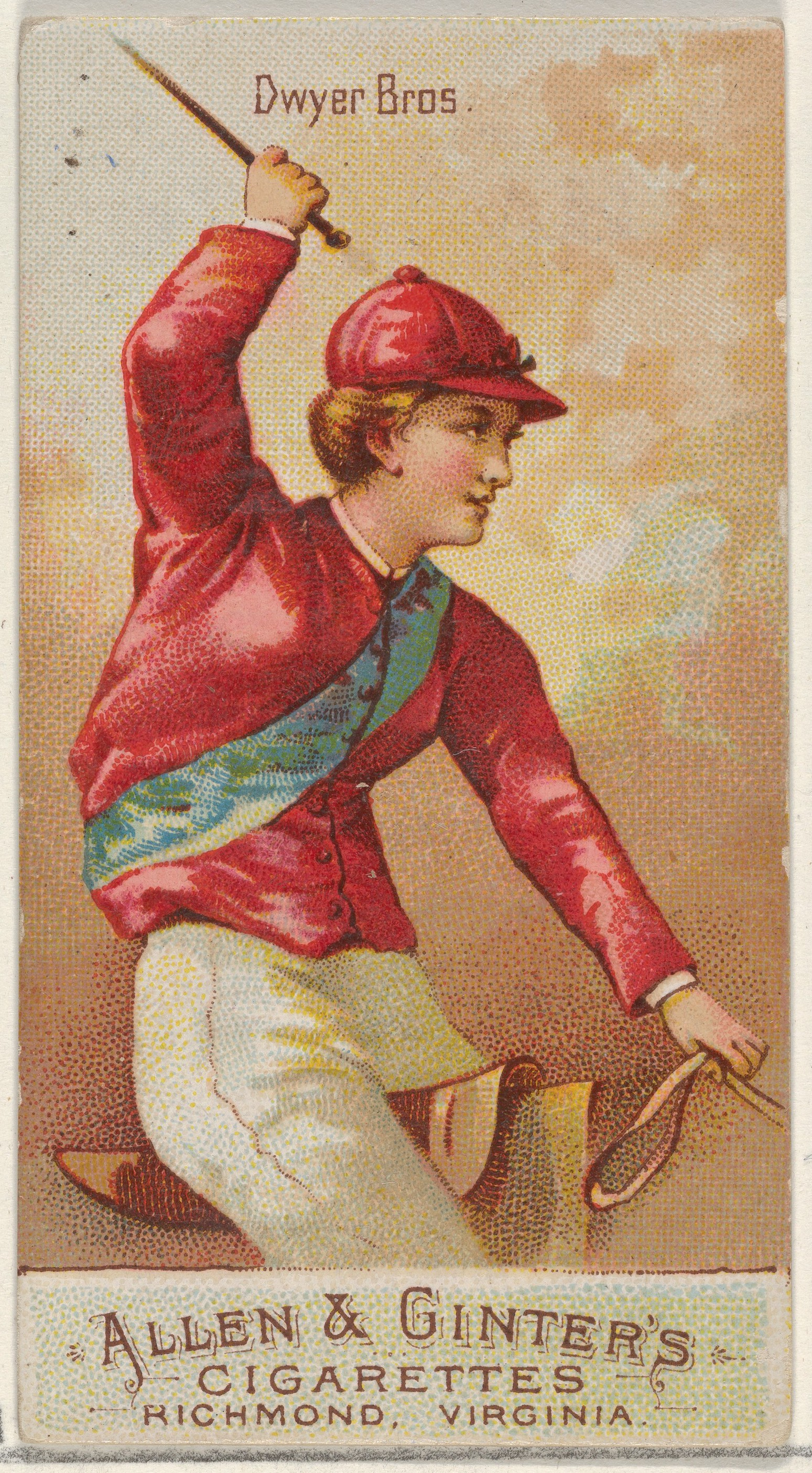
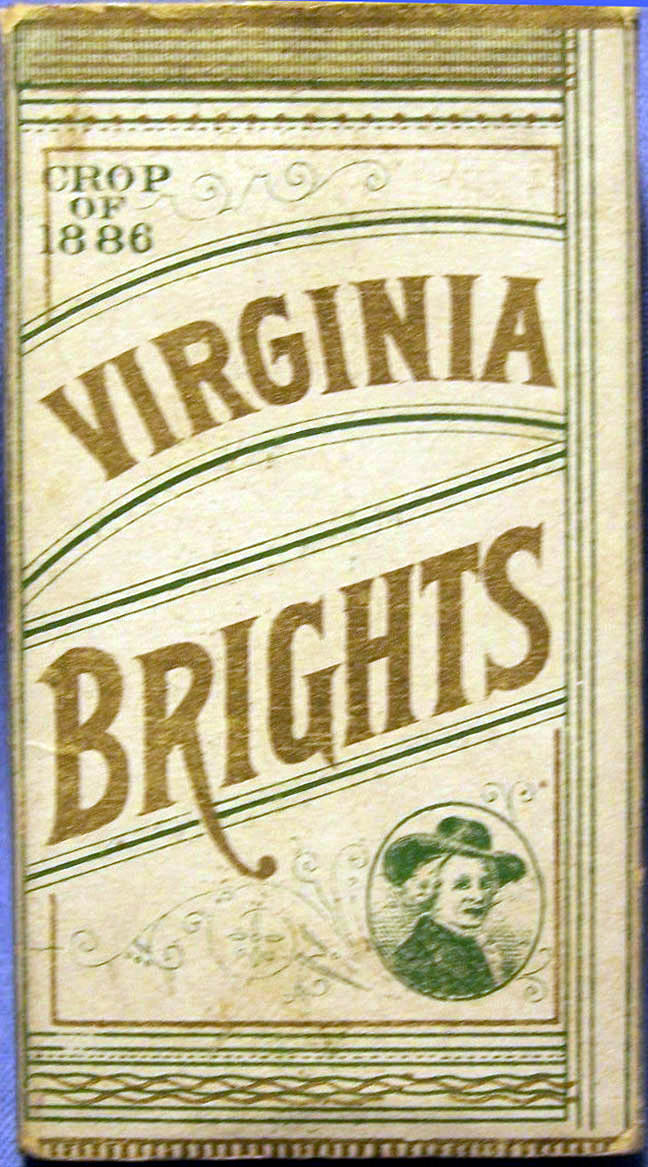
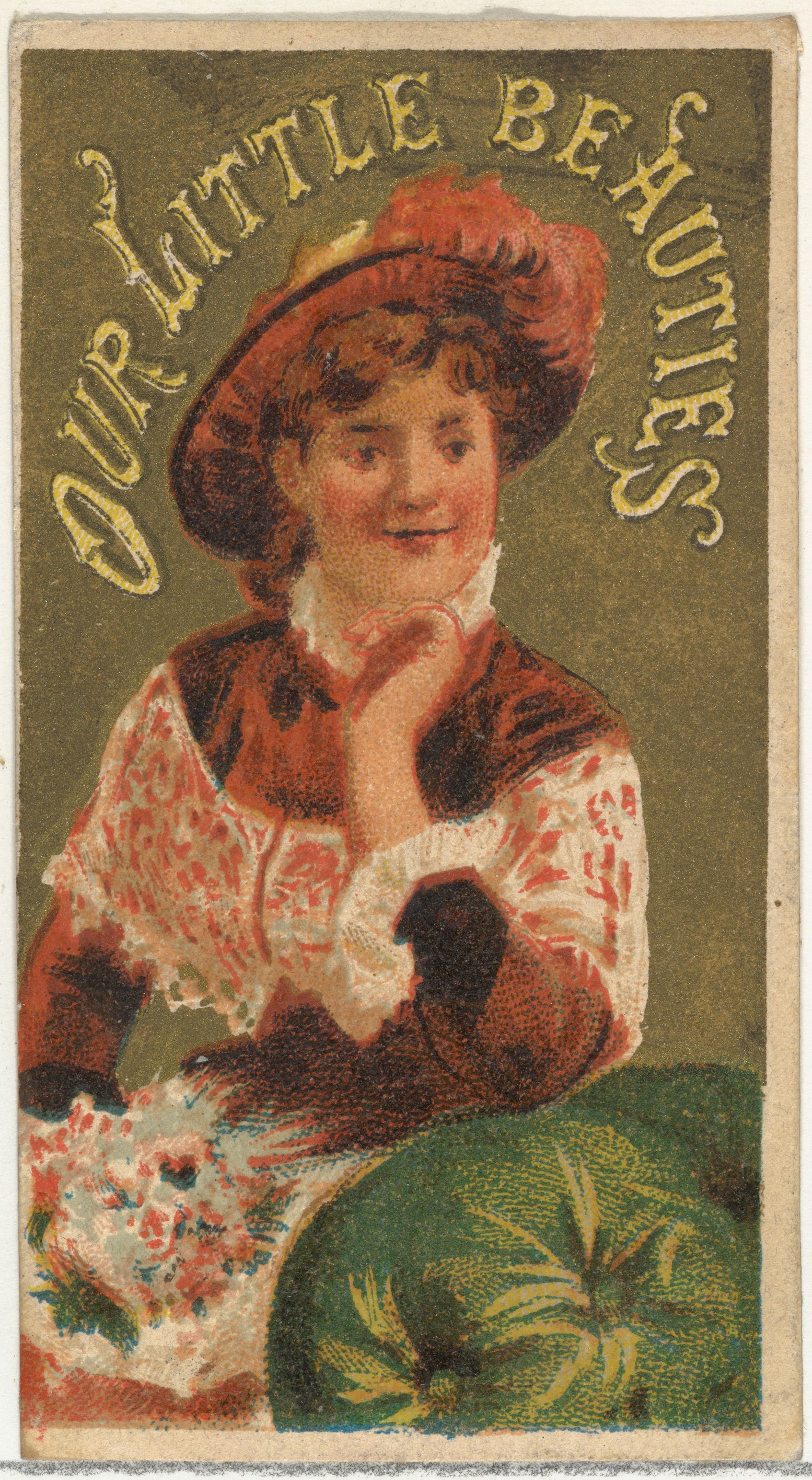
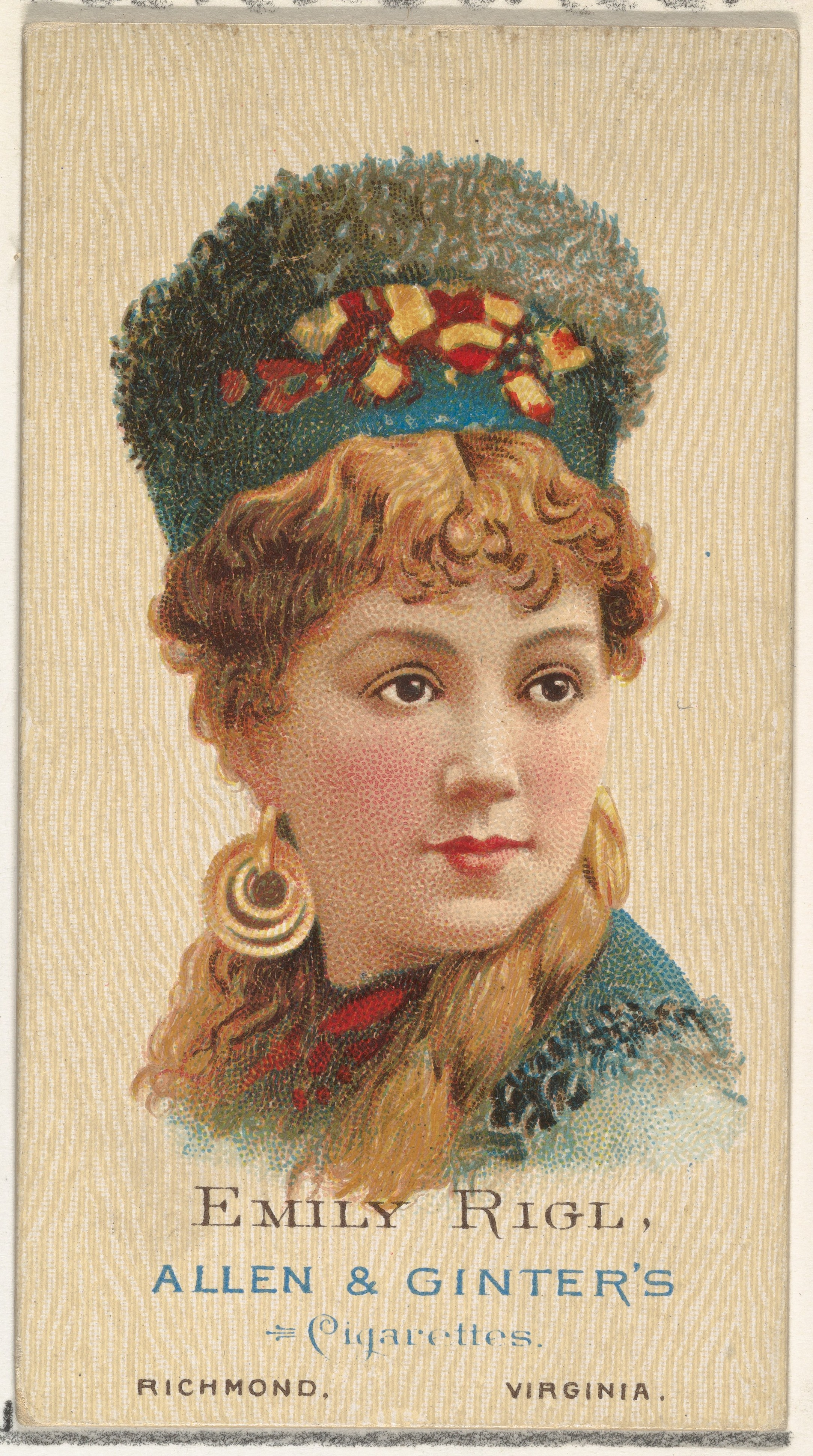
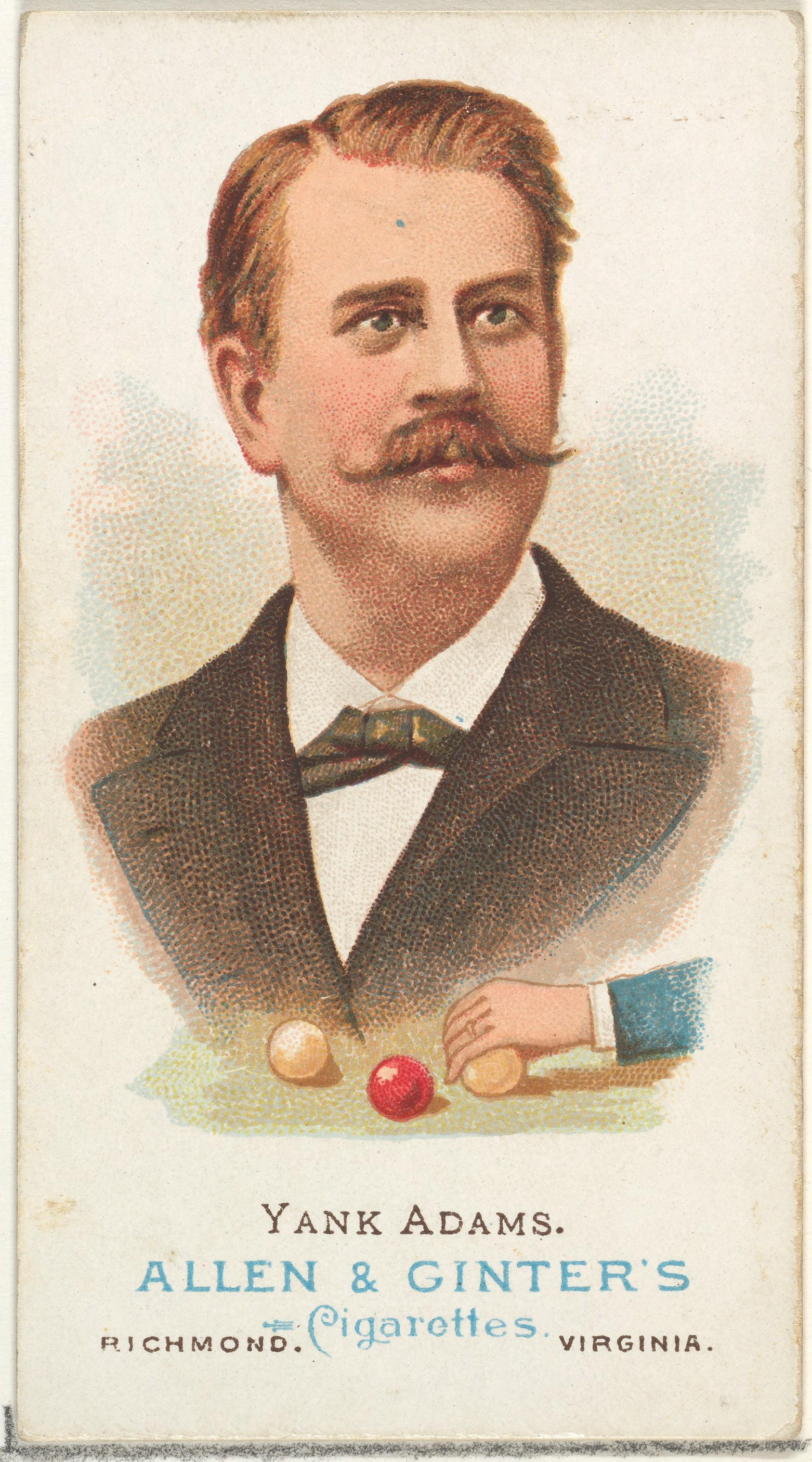
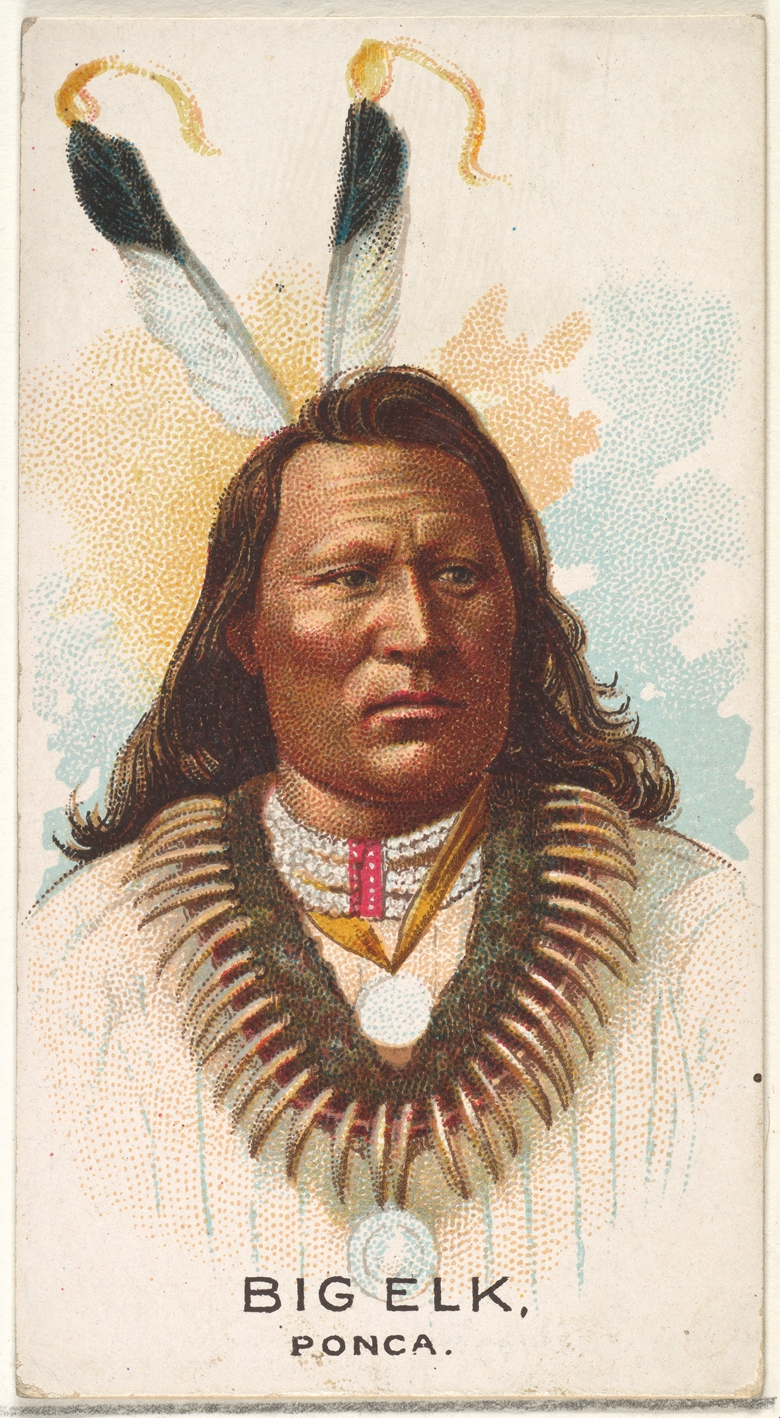
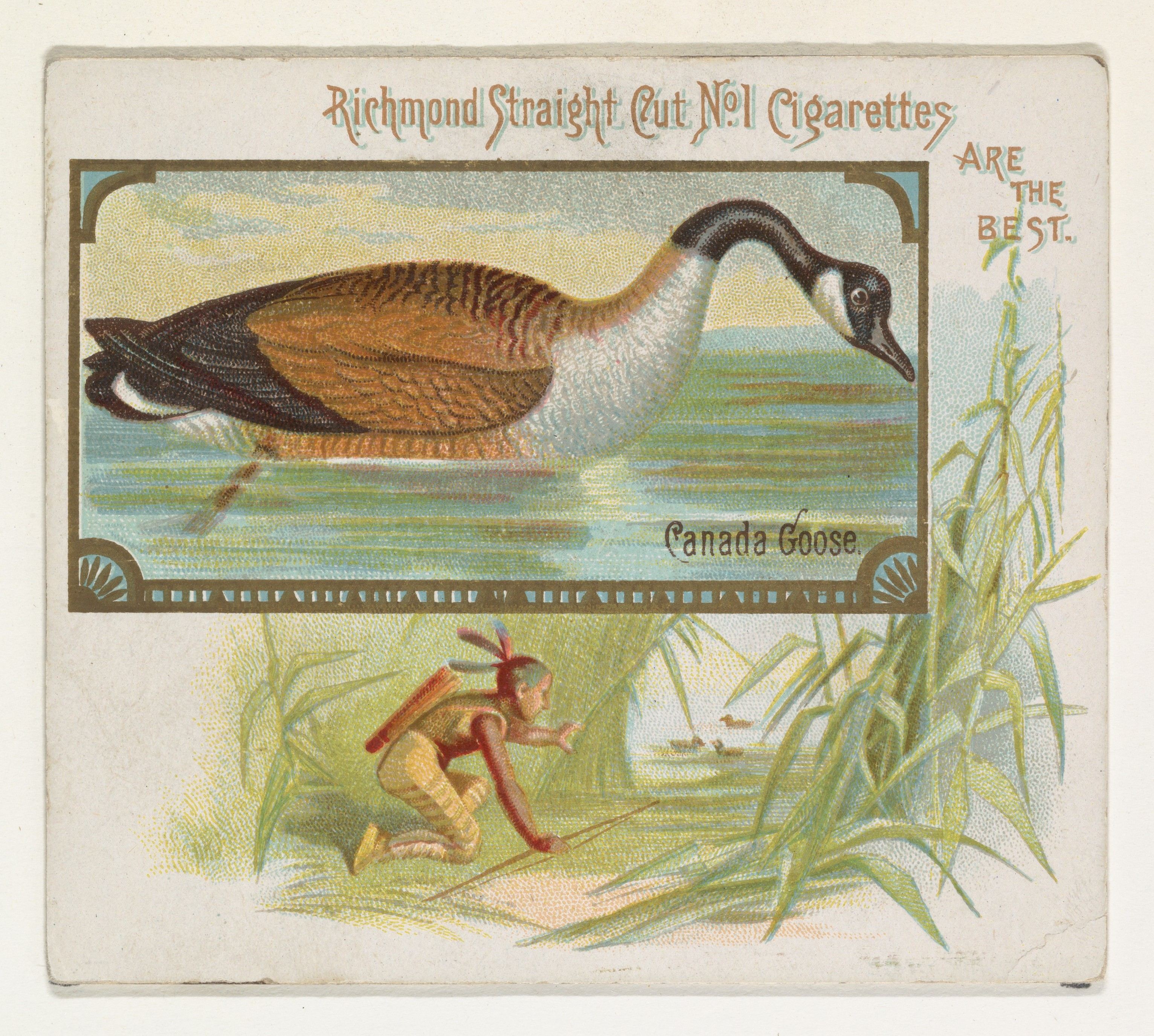
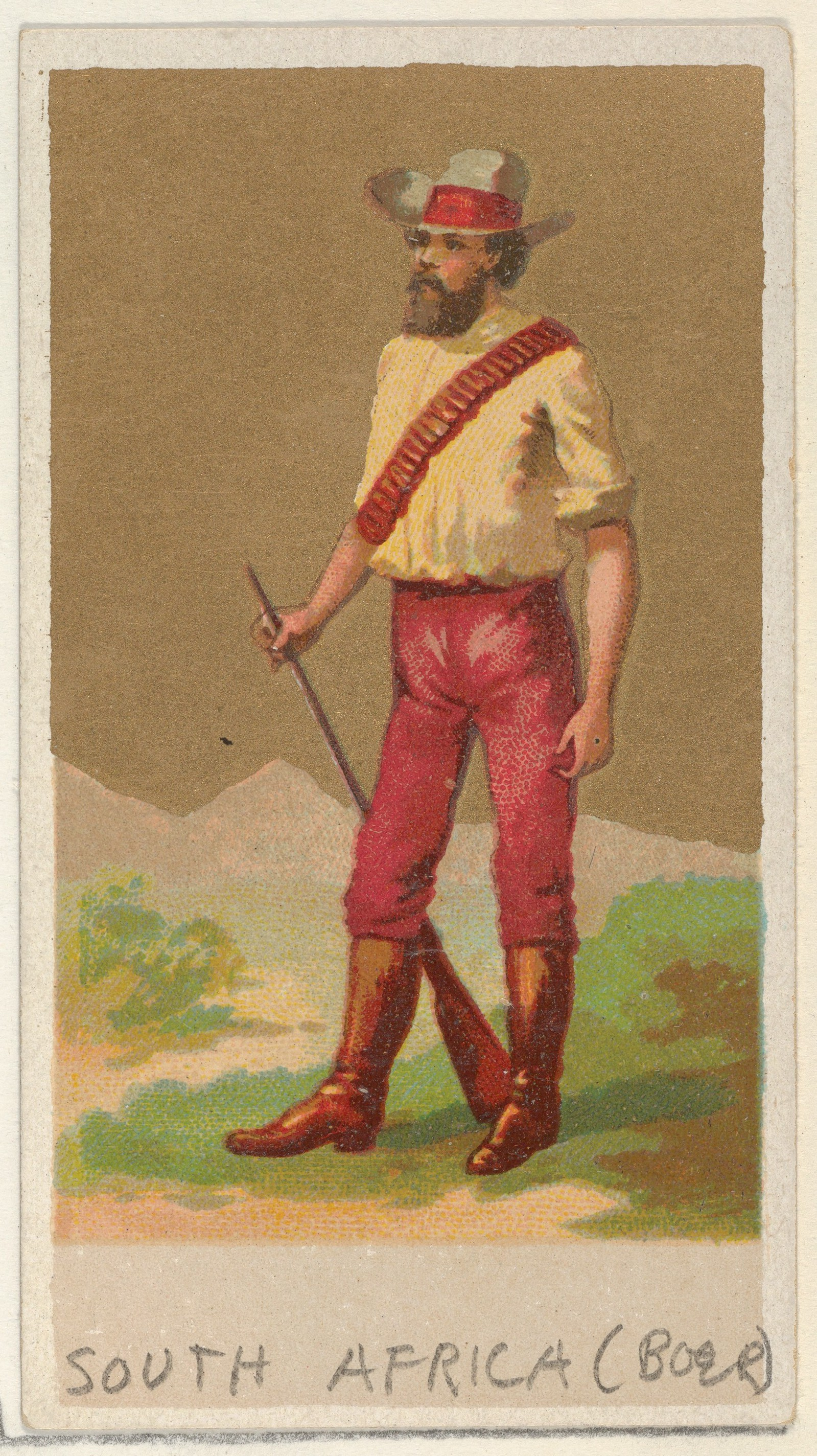
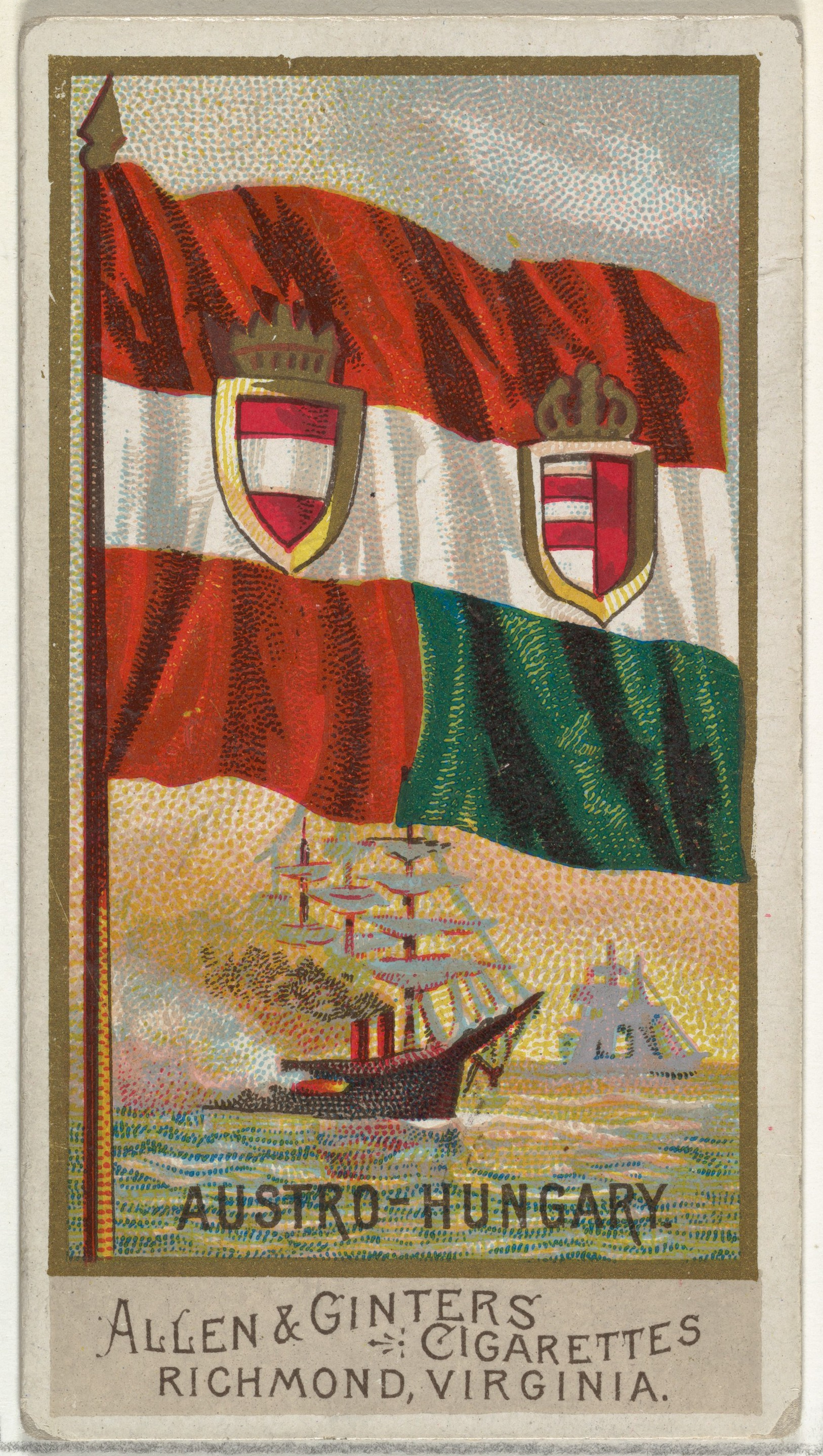
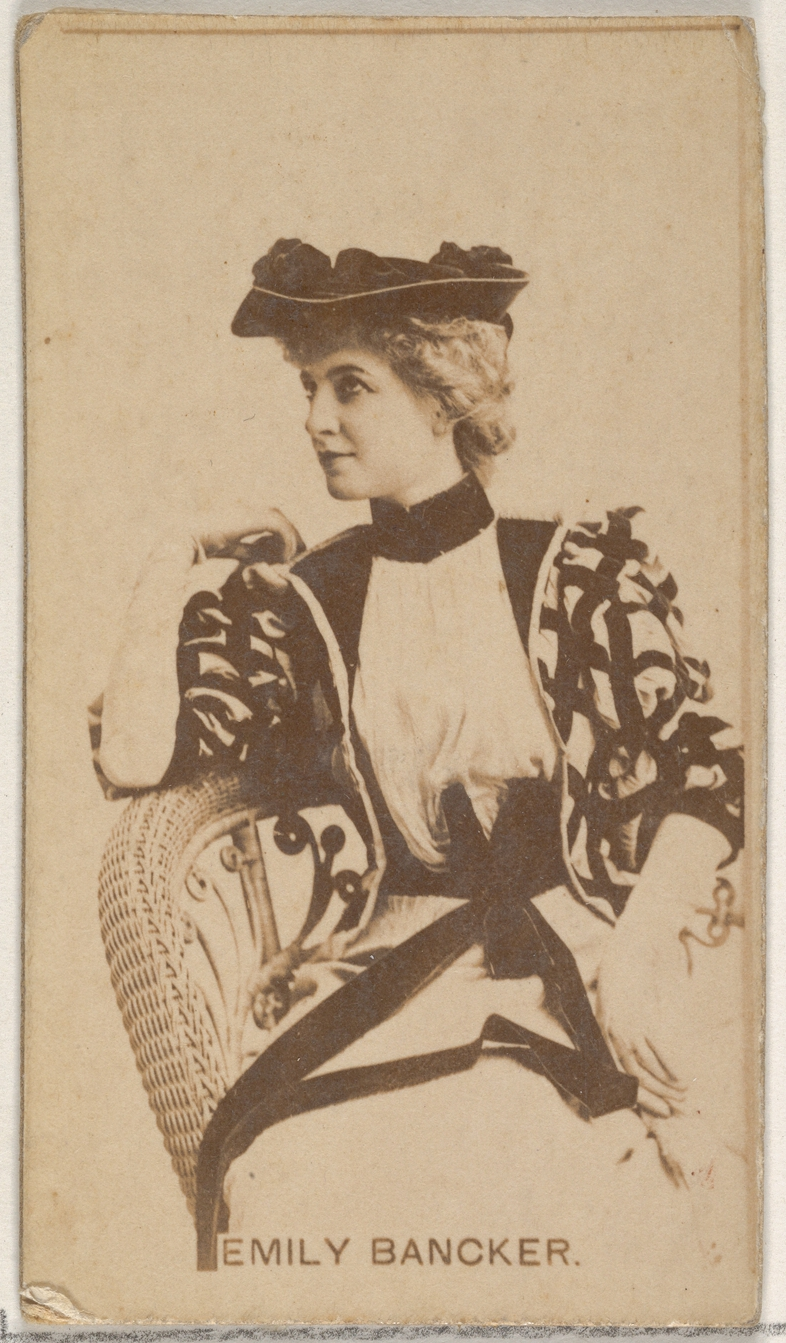